# Iphiaulax militaris
Iphiaulax militaris är en stekelart som beskrevs av Henry Lorenz Viereck 1905. Iphiaulax militaris ingår i släktet Iphiaulax och familjen bracksteklar. Inga underarter finns listade i Catalogue of Life.